# Shanghai Golden Grand Prix 2015
Shanghai Golden Grand Prix 2015 byl lehkoatletický mítink, který se konal 17. května 2015 v čínském městě Šanghaji. Byl součástí série mítinků Diamantová liga.

## Výsledky
- Archiv výsledků zde [1]

### Muži
| Disciplína       | 1. místo                       | 2. místo                          | 3. místo                  |
| 200 m            | Alonso Edward 20,33            | Julian Forte 20,36                | Nickel Ashmeade 20,44     |
| 400 m            | Kirani James 44,66             | Tony McQuay 45,54                 | LaShawn Merritt 45,58     |
| 800 m            | Silas Kiplagat 3:35,29         | Hillary Cheruiyot Ngetich 3:35,40 | Collins Cheboi 3:35,46    |
| 110 m překážek   | David Oliver 13,17             | Orlando Ortega 13,19              | Aries Merritt 13,25       |
| 3 000 m překážek | Jairus Kipchoge Birech 8:05,36 | Paul Kipsiele Koech 8:11,39       | Conseslus Kipruto 8:14,59 |
| Skok do výšky    | Mutaz Essa Baršim 238 cm       | Bohdan Bondarenko 232 cm          | Zhang Guowei 232 cm       |
| Skok daleký      | Alexandr Meňkov 827 cm         | Jeff Henderson 826 cm             | Wang Jianan 825 cm        |
| Hod diskem       | Piotr Małachowski 64,65 m      | Robert Urbanek 64,47 m            | Vikas Gowda 63,90 m       |

### Ženy
| Disciplína     | 1. místo                       | 2. místo                       | 3. místo                    |
| 100 m          | Blessing Okagbareová 10,98     | Tori Bowieová 11,07            | Michelle-Lee Ahye 11,13     |
| 800 m          | Eunice Jepkoech Sumová 2:00,28 | Malika Akkaoui 2:00,73         | Janeth Jepkosgei 2:01,14    |
| 5000 m         | Almaz Ayanaová 14:14,32        | Viola Jelagat Kibiwot 14:40,32 | Senbere Teferi 14:41,98     |
| 400 m překážek | Kaliese Spencerová 54,71       | Tiffany Williams 55,27         | Cassandra Tate 55,68        |
| Trojskok       | Caterine Ibargüenová 14,85 m   | Olga Saladuchová 14,62 m       | Olga Rypakovová 14,38 m     |
| Skok o tyči    | Nikoleta Kyriakopoulou 473 cm  | Katerina Stefanidiová 458 cm   | Yarisley Silvaová 458 cm    |
| Vrh koulí      | Kung Li-ťiao 20,23 m           | Christina Schwanitzová 19,94 m | Tia Brooks 18,66 m          |
| Hod oštěpem    | Lü Chuej-chuej 64,08 m         | Sunette Viljoenová 63,60 m     | Kimberley Mickleová 63,60 m |